# Liste der Baudenkmäler in Würzburg-Rottenbauer
In der Liste der Baudenkmäler in Rottenbauer sind die Baudenkmäler im Würzburger Stadtbezirk 13 Rottenbauer aufgelistet.
Diese Liste ist eine Teilliste der Liste der Baudenkmäler in Würzburg. Grundlage der Liste ist die Bayerische Denkmalliste, die auf Basis des bayerischen Denkmalschutzgesetzes vom 1. Oktober 1973 erstmals erstellt wurde und seither durch das Bayerische Landesamt für Denkmalpflege geführt und aktualisiert wird. Die folgenden Angaben ersetzen nicht die rechtsverbindliche Auskunft der Denkmalschutzbehörde.

In dieser Kartenansicht sind Baudenkmäler ohne Koordinaten mit einem roten bzw. orangen Marker dargestellt und können in der Karte gesetzt werden. Baudenkmäler ohne Bild sind mit einem blauen bzw. roten Marker gekennzeichnet, Baudenkmäler mit Bild mit einem grünen bzw. orangen Marker.

## Baudenkmäler im Würzburger Stadtbezirk Rottenbauer
| Lage                             | Objekt                                             | Beschreibung | Akten-Nr.      | Bild                               |
| -------------------------------- | -------------------------------------------------- | --- | -------------- | ---------------------------------- |
| Am Schloß 1 (Standort)           | Unteres Schloss, Wasserschloss                     | Wohnbau, zweigeschossiger Satteldachbau mit Treppenturm und zwei Ecktürmen mit Kegeldach, bzw. Schweifhaube, Putzmauerwerk mit Sandsteinrahmungen, Rest eines ursprünglich größeren Schlossbaus der Renaissance, 2. Hälfte 16. Jahrhundert, spätmittelalterlicher Kern Reste der Befestigungsmauer mit Schießscharten und zugehörigem Wasserraben, zweite Hälfte 16. Jahrhundert Wohn- und Wirtschaftsgebäude, eineinhalbgeschossiger Zweiflügelbau über hohem verspringendem Kellergeschoss, Satteldach mit einseitigem Halbwalm, Putzmauerwerk mit Sandsteinrahmungen, barockisierender Historismus, um 1900 über wohl spätmittelalterlichem Kern Brücke, steinerne Bogenbrücke über den Wassergraben, Kalkstein, 18. Jahrhundert | D-6-63-000-671 | Unteres Schloss, Wasserschloss     |
| Am Schloß 3 (Standort)           | Sogenanntes Oberes Schloss                         | Herrenhaus, zweigeschossiger Mansardwalmdachbau, Putzmauerwerk mit geohrten Werksteinrahmungen im Erdgeschoss, barock, 18. Jahrhundert Wirtschaftsgebäude mit anschließendem Verbindungsbau zum Herrenhaus, eingeschossige Satteldachbauten aus unverputztem Kalksteinmauerwerk, 19. und erste Hälfte 20. Jahrhundert, modern verändert | D-6-63-000-672 | Sogenanntes Oberes Schloss         |
| Eibelstadter Weg 1 a (Standort)  | Bildstock                                          | Pfeiler mit kielbogigem Reliefaufsatz Kreuzigungsgruppe mit mehreren Assistenzfiguren, Sandstein, spätgotisch, um 1500 | D-6-63-000-676 | Bildstock                          |
| Oberer Kirchplatz 2 (Standort)   | Katholische Pfarrkirche St. Joseph                 | Saalkirche mit Satteldach, auf der Altarseite vorgestellter querrechteckiger Turm mit Pyramidendach, im Erdgeschoss die Apsis aufnehmend, monumentales Eingangsportal mit großer Blendlunette im Giebel, Putzmauerwerk mit sparsamen Kalksteingliederungen, klassizistisch, Gustav Vorherr, 1823/24; mit Ausstattung | D-6-63-000-674 | weitere Bilder                     |
| Schulzenstraße 2 (Standort)      | Relief                                             | Farbig gefasst, Marienkrönung, im verglasten Metallgehäuse mit Kreuzbekrönung, 19. Jahrhundert | D-6-63-000-677 | BW                                 |
| Unterer Kirchplatz (Standort)    | Kriegerdenkmal                                     | Stufenpostament mit Inschrifttafel mit Namen der Gefallenen der Kriege 1866 und 1870/71, Obeliskenaufsatz mit Mititäremblemen und bekrönender Helmzier, Kalkstein, Sandstein und schwarzer Granit, historisierend, um 1875 | D-6-63-000-680 | Kriegerdenkmal                     |
| Unterer Kirchplatz 1 (Standort)  | Evangelisch-lutherisches Pfarrhaus                 | Freistehender zweigeschossiger Satteldachbau, Putzmauerwerk mit Sandsteinrahmungen über unverputztem Kalksteinsockel, um 1860 | D-6-63-000-679 | Evangelisch-lutherisches Pfarrhaus |
| Unterer Kirchplatz 3 (Standort)  | Evangelisch-lutherische Pfarrkirche St. Trinitatis | Saalbau mit fluchtendem Dreiseitchor, seitlicher quadratischer Turm mit Pyramidendach, Putzmauerwerk mit Sandsteinmaßwerkfenstern, spätgotisch, 1490–94, Erweiterung Ende 16. Jahrhundert; mit Ausstattung Grabplatten an der Außenwand, Sandstein, Renaissance, 16./17. Jahrhundert | D-6-63-000-678 | weitere Bilder                     |
| Wolfskeelstraße 26 (Standort)    | Ehemaliges Gasthaus zum Stern                      | Zweigeschossiger giebelständiger Krüppelwalmdachbau mit teilweise freigelegtem Fachwerkobergeschoss, Erdgeschoss mit teilweise unverputztem Kalksteinmauerwerk und Sandsteinrahmungen, erste Hälfte 19. Jahrhundert Hofmauer mit Pfeilertor, unverputzter Kalkstein, 19. Jahrhundert | D-6-63-000-681 | BW                                 |
| Würzburger Straße 2 b (Standort) | Friedhofsmauer                                     | Kalkstein, erste Hälfte 19. Jahrhundert Kreuzigungsgruppe, ursprünglich freistehendes Friedhofskreuz, später durch Assistenzfiguren mit Sockel ergänzt, Sandstein und Kalkstein, 19. Jahrhundert, Assistenzfiguren erneuert | D-6-63-000-673 | Friedhofsmauer                     |